# Faedo, Trento
Faedo är en ort och frazione i provinsen Trento i regionen Trentino-Sydtyrolen i Italien. Faedo upphörde som kommun den 1 januari 2022 när kommunen uppgick i San Michele all'Adige. Den tidigare kommunen hade 640 invånare (2018).